# Живкович, Елена
Елена Живкович (серб. Jelena Živković / Јелена Живковић; род. 6 июля 1991, Зренянин) — сербская гандболистка, правая защитница хорватского клуба «Подравка» (Копривница) и сборной Сербии. Чемпионка Средиземноморских игр 2013 года, серебряный призёр чемпионата мира 2013 года.

## Достижения

### Клубные
- Чемпионка Сербии: 2011
- Победительница Кубка Сербии: 2011
- Победительница Кубка обладателей кубков ЕГФ: 2012
- Чемпион Черногории: 2013
- Победительница Кубка Македонии: 2013

### В сборной
- Чемпионка Средиземноморских игр 2013
- Серебряный призёр чемпионата мира 2013